# Trial

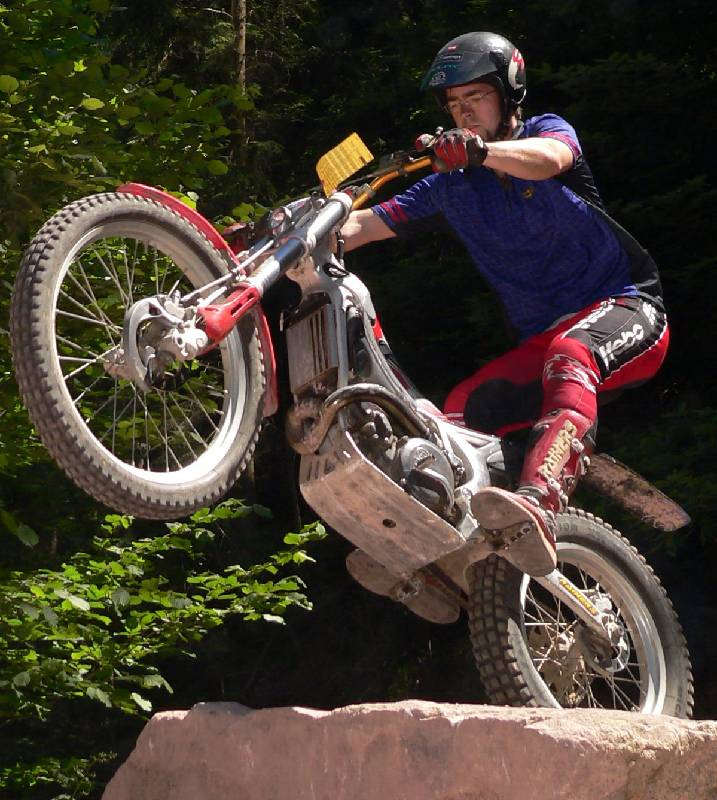
Trial en la Selva Negra, Alemania.

El trial es la modalidad deportiva sobre ruedas —con o sin motor— en la que se trata de superar diferentes obstáculos delimitados en un trazado concreto dentro de una zona señalizada.
El trial de motociclismo es una disciplina motociclística en la que los pilotos deben superar obstáculos sin tocar el suelo con el cuerpo ni caerse. Las habilidades esenciales son el equilibrio y la planificación de los movimientos para avanzar en el recorrido. Esta disciplina es popular en España, particularmente en Cataluña, y el Reino Unido.
Originalmente, el trial se disputaba en zonas naturales, por lo que los obstáculos eran piedras, troncos de árboles, arroyos y barrancos. El primer trial indoor fue el Trial Indoor de Barcelona de 1978, que se disputan en recintos cerrados, como estadios y gimnasios.[cita requerida]
Comparadas con las motocicletas de motocross y enduro, las motocicletas de trial son más livianas, carecen de asiento, los neumáticos van más desinflados, y el recorrido de la suspensión es más corto. Adquiriendo una gran importancia el uso de la inercia generada por el volante de inercia, en combinación con una relación de marchas mucho más corta, lo cual permite superar enormes obstáculos partiendo desde parado.
Aparte de esta modalidad con motocicleta también se puede hacer con bicicleta. A este deporte se le llama bike trial.
A cada zona de obstáculos que se debe pasar en esta modalidad, se le denomina "zona". Cuantas más veces se toque el suelo con alguna parte del cuerpo o cubre cárter, más puntos (negativos) se tendrán al final de la zona, y mayor será la penalización final.

## Historia

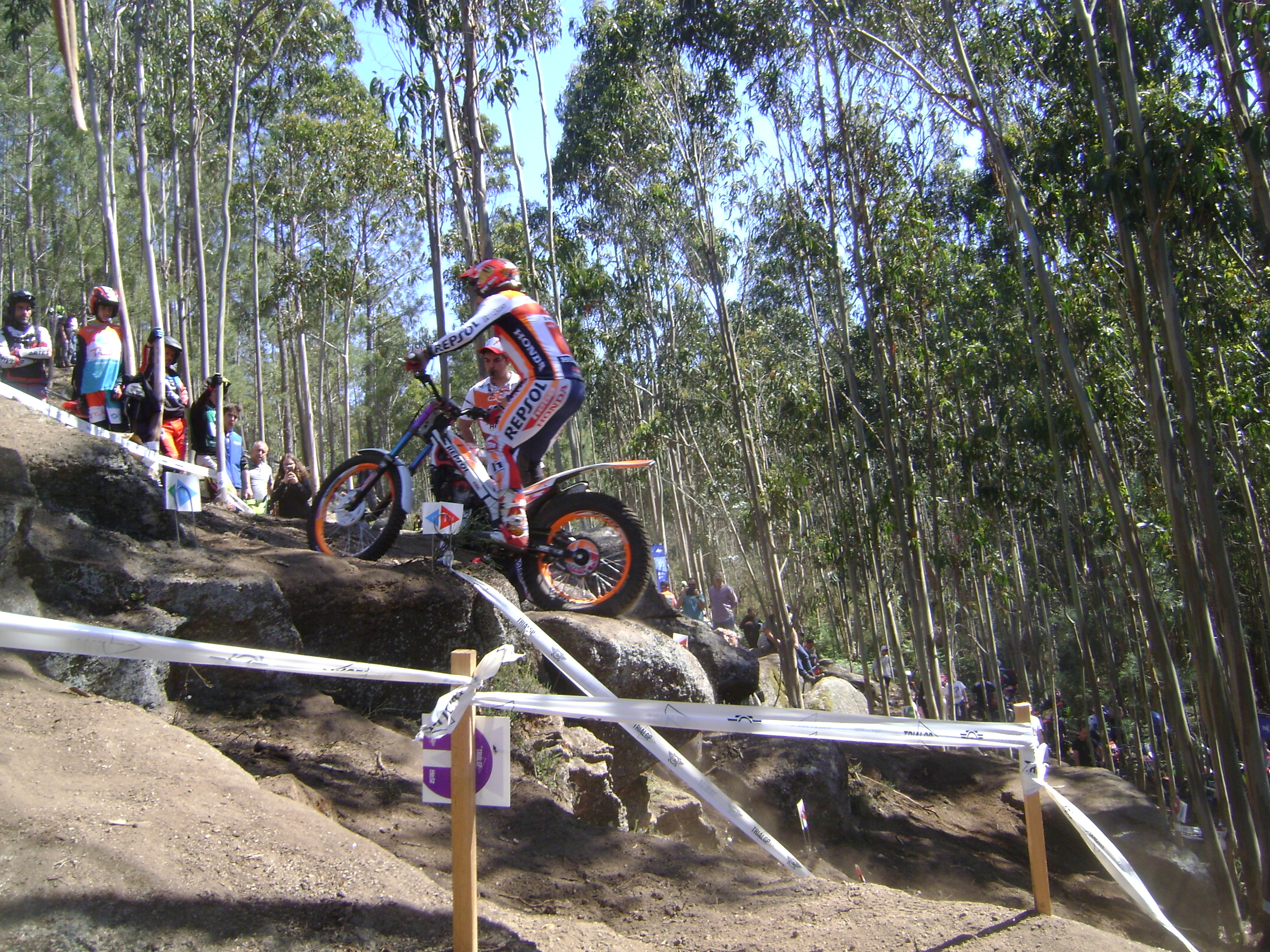
Campeonato de trial en Arteijo, Galicia, España.

En el año 1909 se disputó la primera edición de los "Scottish Six Days Trial" (las primeras ediciones duraban en realidad cinco días). En ella se mezclaban competiciones de velocidad y de habilidad; en estas últimas no se podía poner el pie en el tierra (como se sigue realizando en la actualidad) En las primeras ediciones incluso corrían automóviles.
Las motos utilizadas son motocicletas con un peso muy ligero y en algunas incorporan la fibra de carbono (destacado por su poco peso). Antiguamente este material no se incorporaba en las motos. 
A principios de los años 1960 se fundaron marcas inglesas especializadas en motocicletas de trial, entre ellas Triumph, Tiger Cup 200 y BSA. A la vez también pasarán a construir motos de dos tiempos equipadas casi todas con motores Villiers. la mayoría utilizarán el mismo o se basarán en él.
Cuando algunos pilotos profesionales provenientes del motocross se incorporaron a esta disciplina, la postura de manejo pasó a ser más erguida.
En el año 1964, la situación sufre un cambio drástico. Sammy Miller, piloto inglés considerado el mejor de su tiempo, hoy una gran leyenda, fue fichado por Bultaco. Francisco Bultó, basándose en sus consejos técnicos, su experiencia y la técnica de Bultaco creará una moto revolucionaria y específica para el trial que Miller pondrá totalmente a su gusto y que denominará Sherpa T. Desde entonces surgirá una nueva época dónde la evolución la marcarán las nuevas motocicletas.
El británico Mick Andrews, otra figura del trial internacional fichará por la marca española Ossa dando lugar a la MAR. Casi al mismo tiempo entrará en el trial la marca Montesa que también alcanzó un gran éxito y numerosos triunfos con su Cota247, caracterizada por un nuevo diseño estético  e innovador de Leopoldo Milà. La revolución ocasionada por la primera Bultaco de trial fue tan grande que actualmente las competiciones de trial clásicas tienen una categoría propia denominada pre-65, que al mismo tiempo sirve para separar las dos épocas caracterizadas por las motos clásicas inglesas y las españolas.
La década de 1990 fue dominada por Jordi Tarrés, y tras el año 2000 los dominadores han sido Dougie Lampkin, Adam Raga y Toni Bou. El campeonato español de trial se disputa desde 1968, y el indoor se disputa desde el año 2002.